# Спиваковская, Клара Давыдовна

Клара Спиваковская

Клара Давыдовна Спиваковская (12 ноября 1893, Смела, Черкасский уезд, Киевская губерния, Российская империя — 1963, Москва, СССР) — советская оперная певица, примадонна Венской оперы в 1920—1930 годах.

## Биография
Родилась в семье музыканта-клезмера Давида Лазаревича Спиваковского в Смеле Черкасского уезда Киевской губернии.
Исполняла ведущие оперные партии, в том числе в дуэте с Энрико Карузо.
Жена советского дипломата С. С. Александровского. Вскоре после расстрела мужа, 10 сентября 1945 года Спиваковская с сыном были арестованы, и как члены семьи изменника родины Особым Совещанием отправлены в ссылку в Енисейск. После освобождения из ссылки вернулись в Москву.
Сын, Александр Александровский (1927—1998), работал фельдшером, одновременно стал актёром Енисейского театра, позже работал на радио и телевидении. В 1984 году был директором Гостелерадио на немецком языке.
Урны с прахом матери и сына Александровских находятся в колумбарии 11 Донского кладбища города Москвы.